# Prefectura de Ibaraki

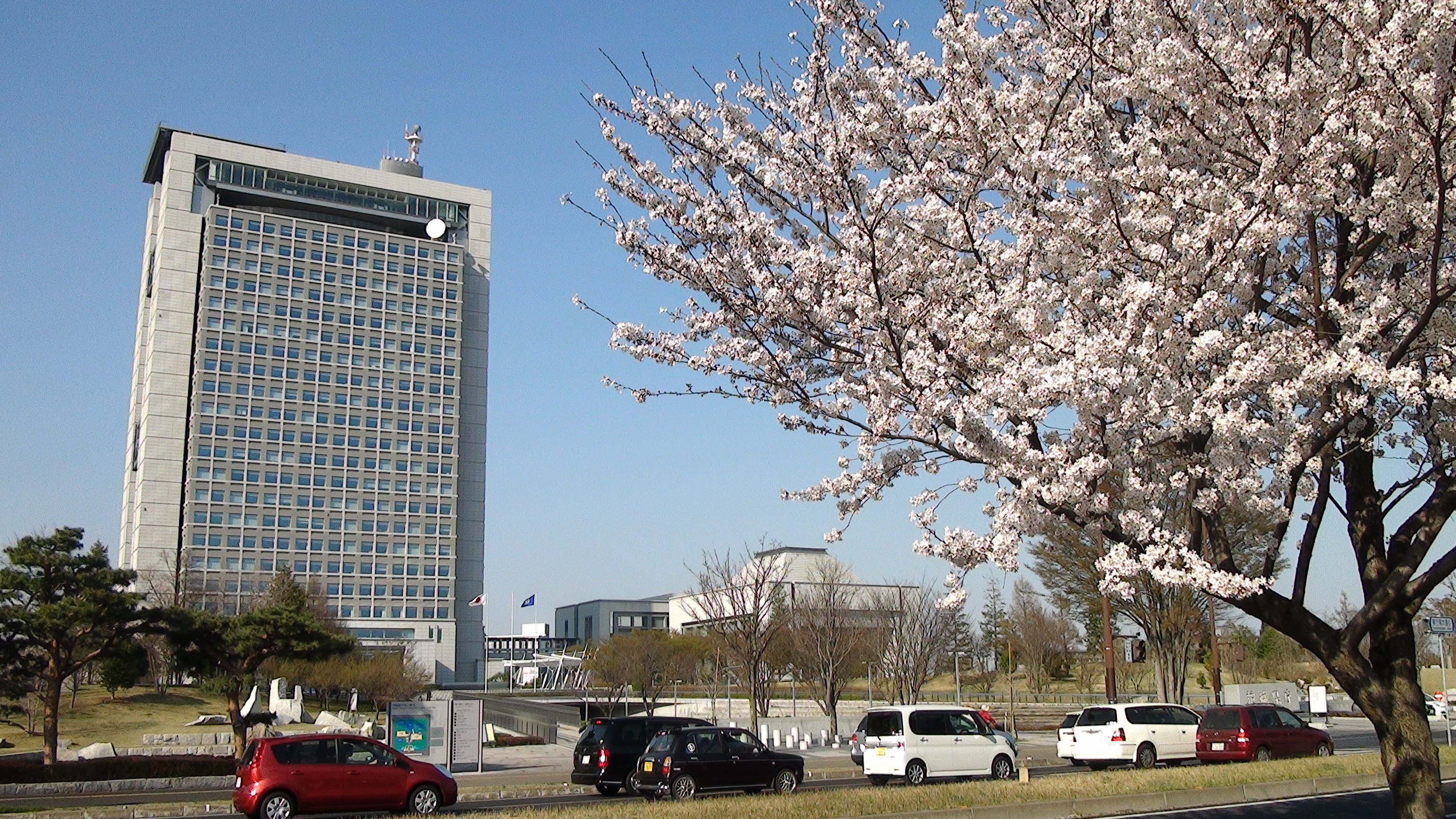
Oficina prefectural de Ibaraki en Mito

La prefectura de Ibaraki (茨城県 Ibaraki-ken?) es una de las cuarenta y siete prefecturas que conforman Japón y está ubicada en la región de Kantō de la isla de Honshū; su capital es Mito. 

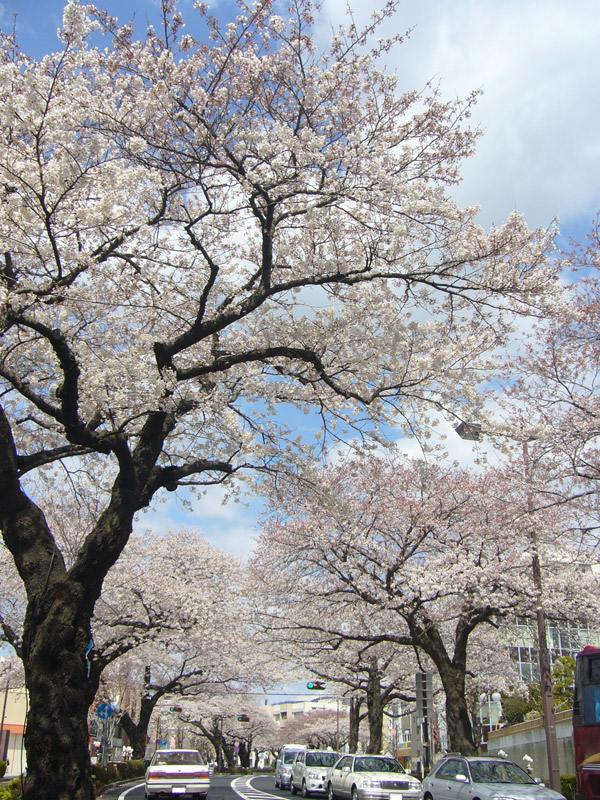
Calle de la Paz en Hitachi

.

La prefectura de Ibaraki se conocía anteriormente como la provincia de Hitachi; en 1871, el nombre cambió a prefectura de Ibaraki, al inicio de la Era Meiji, y en 1875 se convirtió en su tamaño actual, al anexionarle algunos distritos pertenecientes a la extinta provincia de Shimōsa. 

## Geografía

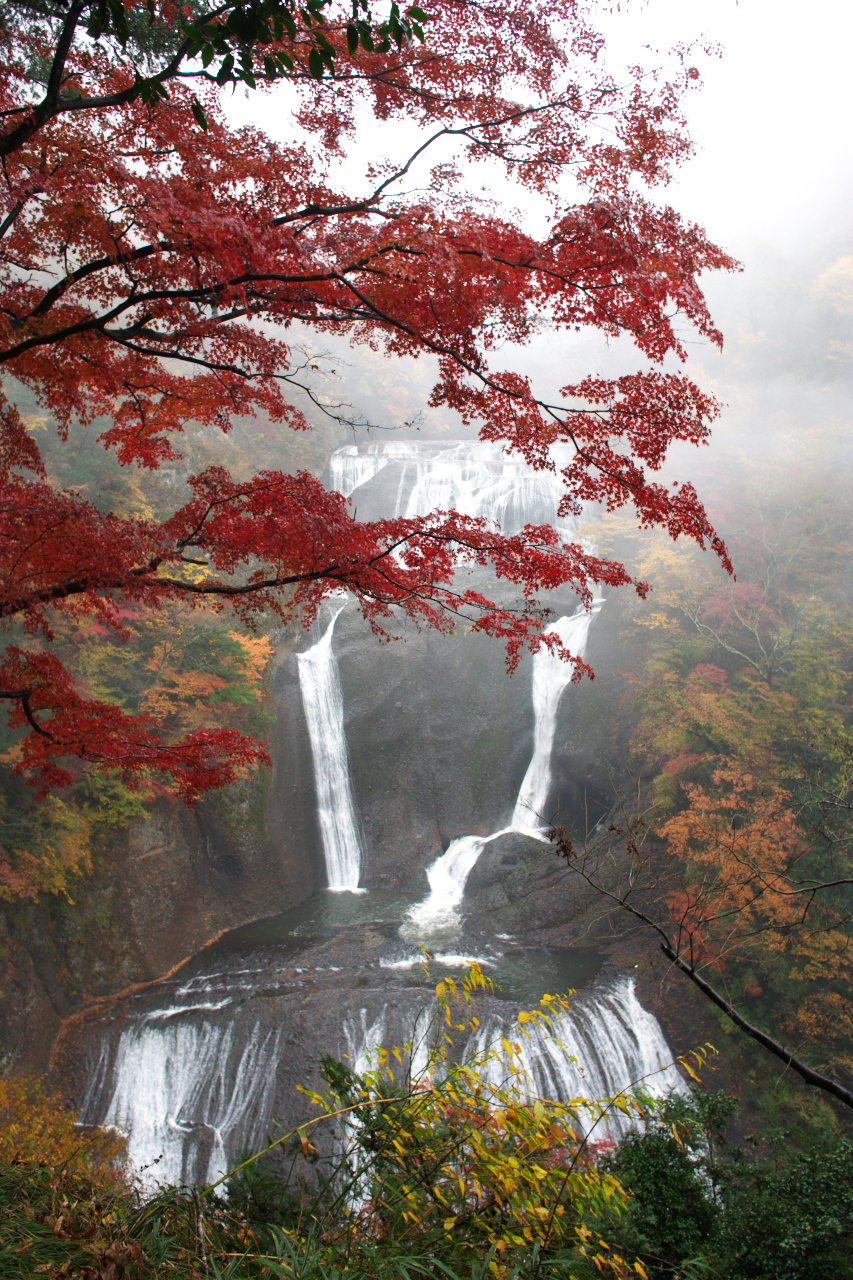
Cataratas Fukuroda en Daigo

La parte septentrional de la prefectura es montañosa, pero la mayor parte de la prefectura es una llanura plana con varios ríos, lagos y lagunas. La parte plana corresponde al 64 % del área (3.913 km²) del territorio, y el agua de su territorio corresponde al 4,8% (292,6 km²) de su superficie. 

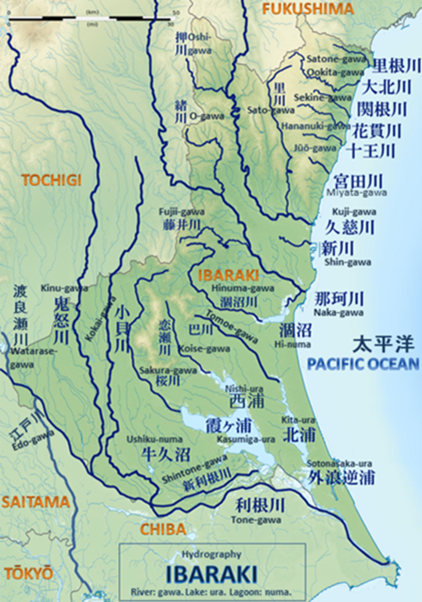
Hidrografía de Ibaraki: ríos, lagos y lagunas.

### Límites
Limita al este con el océano Pacífico, al sur con la prefectura de Chiba, al suroeste con la prefectura de Saitama, al oeste con la prefectura de Tochigi y al norte con la prefectura de Fukushima.

### Parques naturalesde Ibaraki.
La prefectura cuenta con un parque cuasi nacional llamado Parque Cuasi Nacional Suigō-Tsukuba (水郷筑波国定公園), con nueve parques naturales prefecturales, a saber, parque natural Prefectural Oku Kuji (奥久慈県立自然公園), parque natural Prefectural Hanazono Hananuki (花園花貫県立自然公園), parque natural Prefectural Takasuzu (高鈴県立自然公園), parque natural Prefectural Ōta (太田県立自然公園), parque natural Prefectural Gozenyama (御前山県立自然公園), parque natural Prefectural Ōarai (大洗県立自然公園), parque natural Prefectural Kasama (笠間県立自然公園), parque natural Prefectural Wagakuni Atago (吾国愛宕県立自然公園) y parque natural Prefectural Mito (水戸県立自然公園), y además cuenta con un parque natural geológico, el Geoparque del Norte de la Prefectura de Ibaraki (茨城県北ジオパーク).
Parque Cuasi Nacional Suigō-Tsukuba. Es un parque que cubre un área del sureste de la Prefectura de Ibaraki y otra área del noreste de la prefectura de Chiba, contiguas. El parque fue establecido el 3 de marzo de 1953, para proteger las áreas naturales y el patrimonio cultural de lago Kasumigaura en la prefectura de Ibaraki, la cuenca del río Tone en la frontera de las prefecturas de Ibaraki y Chiba, y las áreas alrededor del Cabo Inubō, la ensenada Byōbugaura y el cabo Gyōbumi en la prefectura de Chiba. El 1 de febrero de 1969 las zonas que rodean el monte Tsukuba y el monte Kaba en la prefectura de Ibaraki, no adyacente a otras áreas del parque, se han añadido al Parque Cuasi Nacional Suigō-Tsukuba.

### Principales montañas
- Yamizo con una altura de 1.022 m s. n. m.
- Takasasa con una altura de 922 m s. n. m.
- Tsukuba con dos cumbres: Nyotai-San de 877 m s. n. m. y Nantai-San de 871 m s. n. m.
- Osho con una altura de 804 m s. n. m.
- Hanazono con una altura de 798 m s. n. m.
- Kaba con una altura de 709 m s. n. m.

### Ríos de Ibaraki
Los principales ríos de la prefectura son:
- Río Tone (利根川), con un recorrido en Ibaraki de 133,96 km de un total de 292,3 km desemboca en el Océano Pacífico. El río originalmente desembocaba en la Bahía de Tokio, y tributarios como los ríos Watarase y Kinu tenían sistemas hídricos independientes. Para controlar las inundaciones y favorecer la navegación, en el siglo XVII se comenzaron una serie de grandes obras, en la época en que la región de Kanto se convirtió en el centro político del Japón. El curso actual fue en parte determinado durante la era Meiji.
- Río Kinu (鬼怒川), con un recorrido en Ibaraki de 62,84 km de un total de 174,5 km, desemboca en el río Tone. Antes del período Edo, el río Keno (毛野川 - hoy Kino), era el río principal del sistema del río Keno, que vertía sus aguas junto con el desaparecido río Hitachi (常陸川) en un gran lago interior desaparecido, llamado Mar Katori (香取海 katori-umi), que incluía los actuales lagos del Kasumigaura y las lagunas Tega (手賀沼) e Inba (印旛沼) de la Prefectura de Chiba conectados con el Océano Pacífico. Este río, llamado Keno en ese entonces, dividía de norte a sur al país o provincia de Keno (毛野国), una antigua zona de Japón, que incluía las actuales prefecturas de Gunma y Tochigi. Durante el período Edo se trabajó en el desarrollo de la cuenca del río Tone para evitar inundaciones y permitir el transporte de pasajeros y mercancías por río y se comienza la separación del río de Kokai y del río Keno (hoy Kinu) para conectarlos con el río Tone.
- Río Naka (那珂川), con un recorrido en Ibaraki de 46,5 km de un total de 165,2 km, desemboca en el Océano Pacífico.
- Río Kuji (久慈川), con un recorrido en Ibaraki de 70,03 km de un total de 119,6 km, desemboca en el Océano Pacífico.
- Río Kokai (小貝川), con un recorrido en Ibaraki de 75,6 km de un total de 111,8 km, desemboca en el río Tone.
- Río Sakura (桜川), con su recorrido total de 63 km en Ibaraki desemboca en el lago Kasumigaura.
- Río Shintone (新利根川), con su recorrido total de 33 km en Ibaraki desemboca en el lago Kasumigaura. Este río es una derivación del río Tone para bajar el nivel del agua de ese río Tone, las obras fueron realizadas en el siglo XVII. El Shintone nace al este de la desembocadura del río Kokai en el río Tone.
- Río Watarase (渡良瀬川), con un recorrido final en Ibaraki de 6,3 km de un total de 106,7 km, allí en la ciudad de Koga, descarga sus aguas en el río Tone. Aunque el río descarga actualmente en el río Tone, su ruta original era vía al río Edo; su ruta fue cambiada como parte de las masivas obras de recuperación de tierras y control de inundaciones emprendidas por el shogunato Tokugawa en los siglos XVII y XVIII.
- Río Edo (江戸川), con un recorrido inicial en Ibaraki de 2,2 km de un total de 59,5 km, nace en la población de Goka con destino a la Bahía de Tokio; su nacimiento actualmente deriva como un brazo del río Tone. En el pasado el curso del río Edo era diferente, fue corregido su cauce de origen y desviado al río Tone en el siglo XVII por el shogunato Tokugawa para proteger la ciudad de Edo (hoy Tokio) de las inundaciones.

### Lagos y lagunas de Ibaraki
Los principales lagos y lagunas de Ibaraki son:
- Lago Nishi-ura (西浦) con una extensión de 167,63 km².
- Lago Kita-ura (北浦) con una extensión de 35,16 km².
- Lago Sotonasaka-ura (外浪逆浦) con una extensión de 5,85 km².
- Laguna Hi-numa (涸沼) con una extensión de 9,36 km².
- Laguna Ushiku-numa (牛久沼) con una extensión de 3,49 km².
- Laguna Senba-ko (千波湖) con una extensión de 0,33 km².

El conjunto de los lagos Nishiura, Kitaura y Sotonasakaura se conoce como el lago Kasumigaura (霞ヶ浦).

### Ciudades

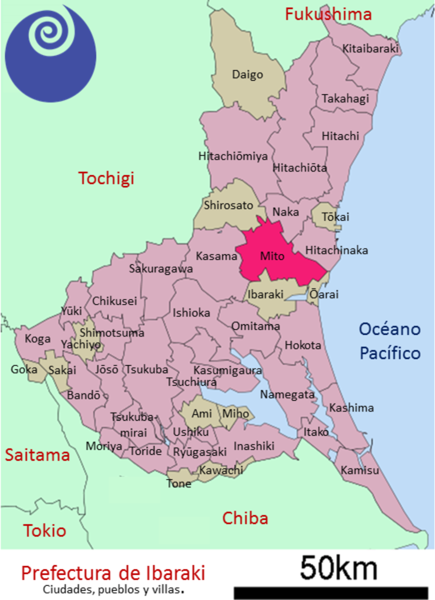
Prefectura de Ibaraki con sus municipios

| - Bandō - Chikusei - Hitachi - Hitachinaka - Hitachiōmiya - Hitachiōta - Hokota | - Inashiki - Ishioka - Itako - Jōsō - Kamisu - Kasama - Kashima | - Kasumigaura - Kitaibaraki - Koga - Mito (capital) - Moriya - Naka | - Namegata - Omitama - Ryūgasaki - Sakuragawa - Shimotsuma - Takahagi | - Toride - Tsuchiura - Tsukuba - Tsukubamirai - Ushiku - Yūki |

### Distritos y sus municipios
| - Distrito de Higashiibaraki - Ibaraki - Ōarai - Shirosato | - Distrito de Inashiki - Ami - Kawachi - Miho | - Distrito de Kitasōma - Tone | - Distrito de Kuji - Daigo |
| - Distrito de Naka - Tōkai                                 | - Distrito de Sashima - Goka - Sakai          | - Distrito de Yūki - Yachiyo  |                            |

## Historia

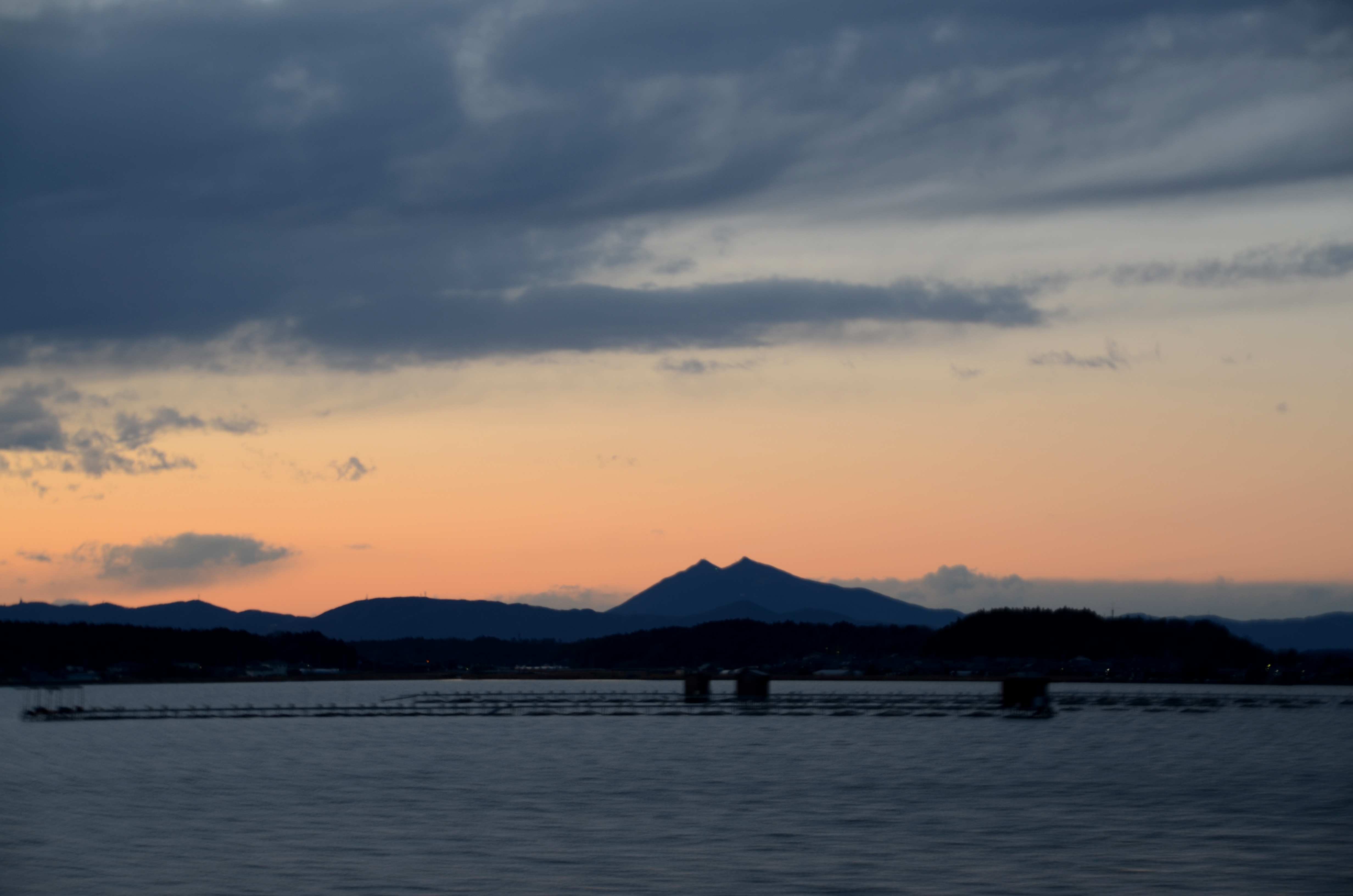
Lago Kasumigaura y el monte Tsukuba

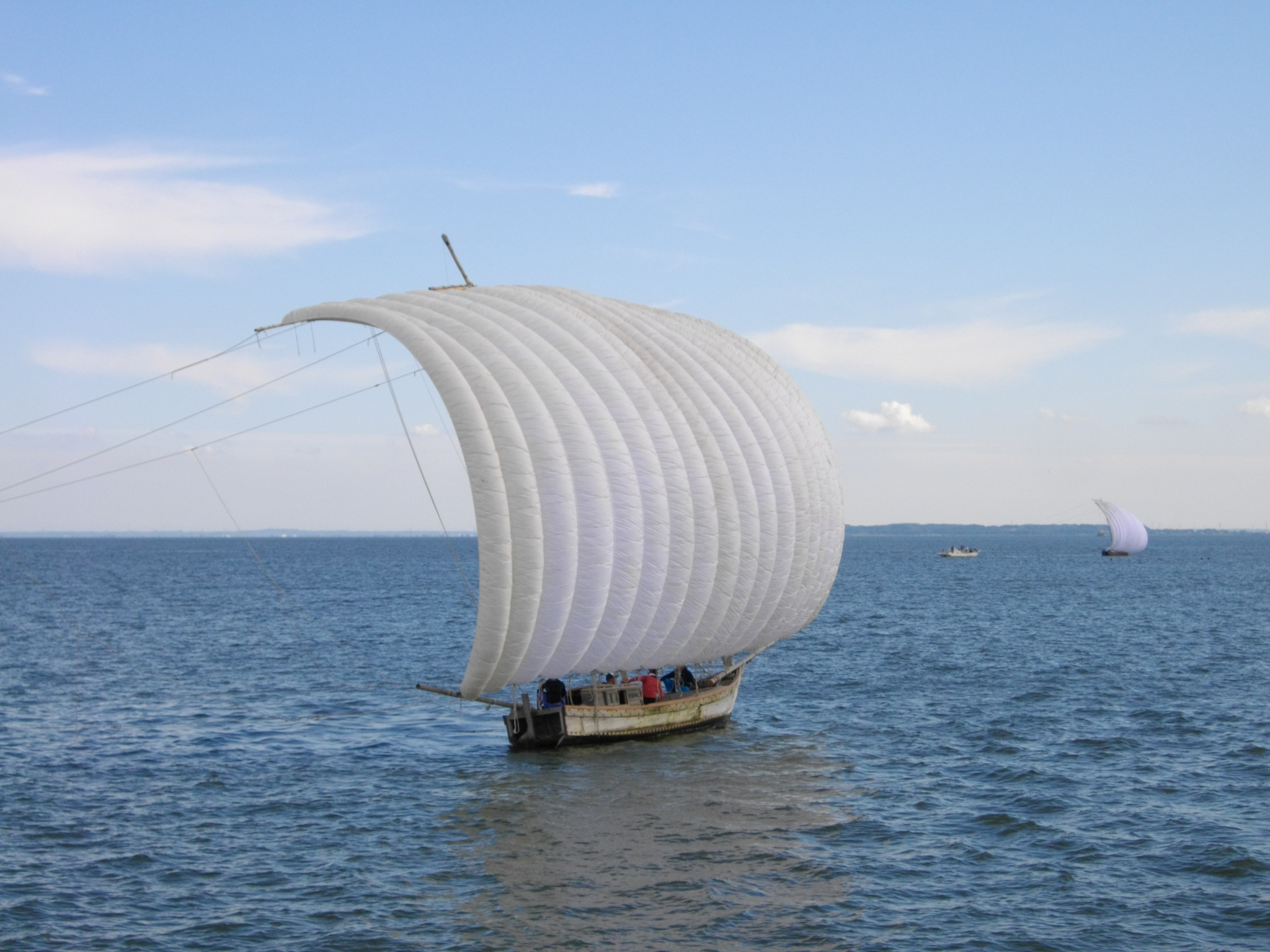
Hobikibune en el lago Kasumigaura

La región fue conocida como la "Topografía de la tierra de Hitachi", en donde la tierra es grande, el suelo es fértil, los productos de las montañas y el mar son abundantes, y la gente conduce vidas prósperas.
En el período medieval, poderosos samuráis tenían sus residencias en esta zona, particularmente en el Período Edo, siendo la provincia de Hitachi un importante centro de transporte debido a su proximidad a Edo (hoy Tokio). Una parte del clan feudal de Tokugawa, el Clan Mito, se establece en la región y floreció está como el centro de la política local, la economía y la cultura.
Después de que el shogunato fue abolido, al iniciar la Era Meiji, la Prefectura de Ibaraki fue establecida en 1871, y se convirtió en su tamaño actual en 1875.
Prehistoria
- Se cree que los humanos comenzaron a vivir en el área de la actual prefectura desde antes y después de la deposición de la capa de ceniza volcánica proveniente de la Caldera Aira hace unos 24,000 años. En la parte inferior de esta capa se encuentran herramientas locales de piedra pulida y guijarros quemados.

Período Jōmon
- Se inicia la desaparición del Mar Katori.

Período Heian
- Taira no Masakado sirvió en la corte imperial de Kioto, luego se dedicó a la vida de caballero rural en las provincias del este de Japón, al noreste de la actual ciudad de Tokio.

Período Muromachi
- Kitabatake Chikafusa escribió el libro “Crónicas de los linajes auténticos de los emperadores divinos” (神皇正統記, Jinnō Shōtōki) en el área de la provincia de Hitachi; este es un libro histórico japonés.

Período Tokugawa (1603-1868)
- Clan Mito (水戸徳川家). Una de las tres casas o clanes provenientes de Tokugawa Ieyasu (Gosanke 御三家, tres casas)
- Mitogaku (Escuela de Mito) del período Edo
- Mito Kaidō. Una ruta (Kaidō) del período Edo
- Incidente Sakuradamon (1860) (桜田門外の変)
- Rebelión de Mito o Rebelión de Tengutō (1864-1865) (天狗党の乱)

Período Imperial (1868-1945)
- Yacimiento de carbón Jōban (常磐炭田)

Período Posguerra (1945-presente)
- Tōkaimura y la energía nuclear
- Tsukuba EXPO 1985
- Terremoto y tsunami de Japón de 2011

## Economía

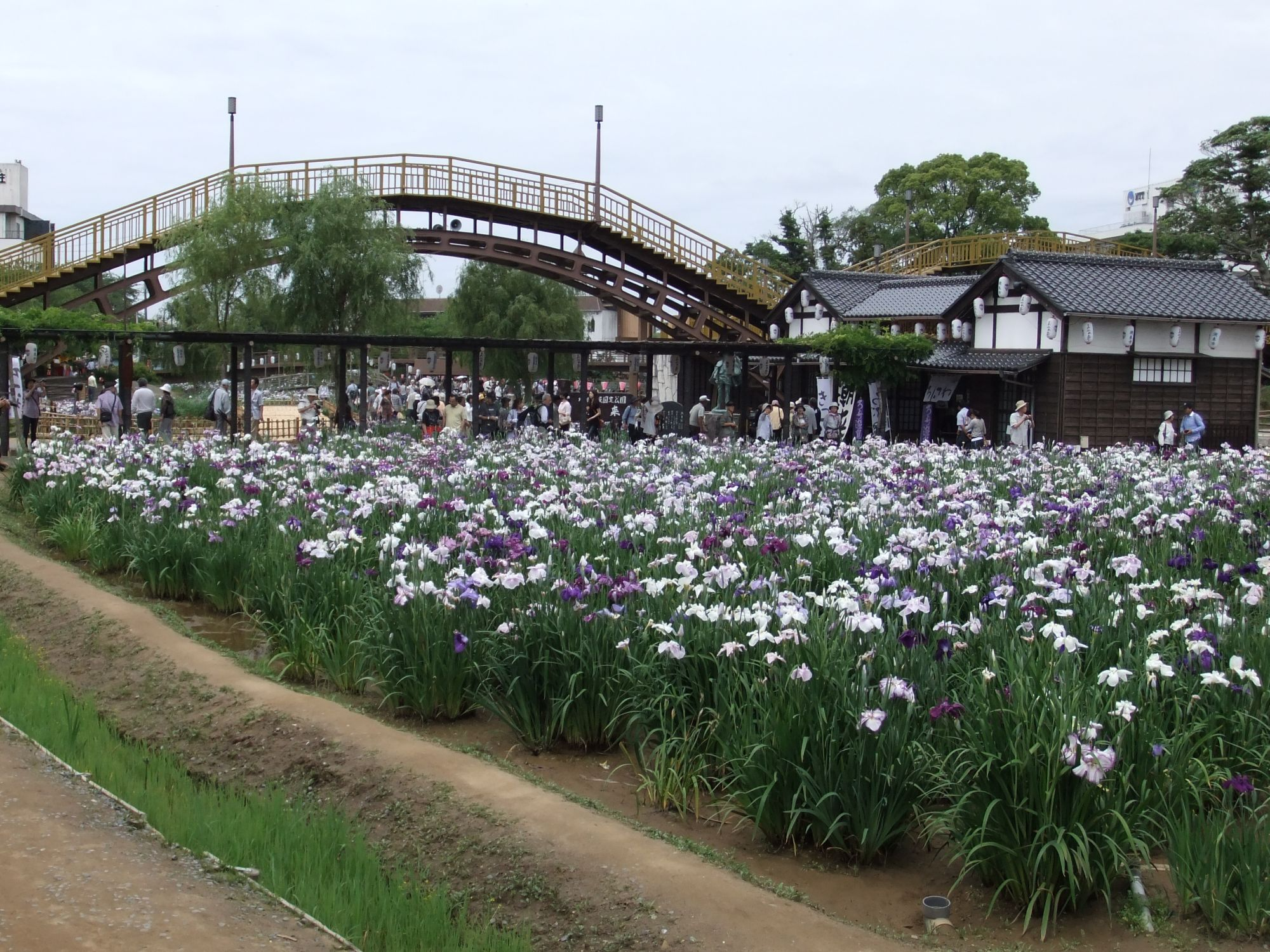
Jardín Maekawa Iris en Itako

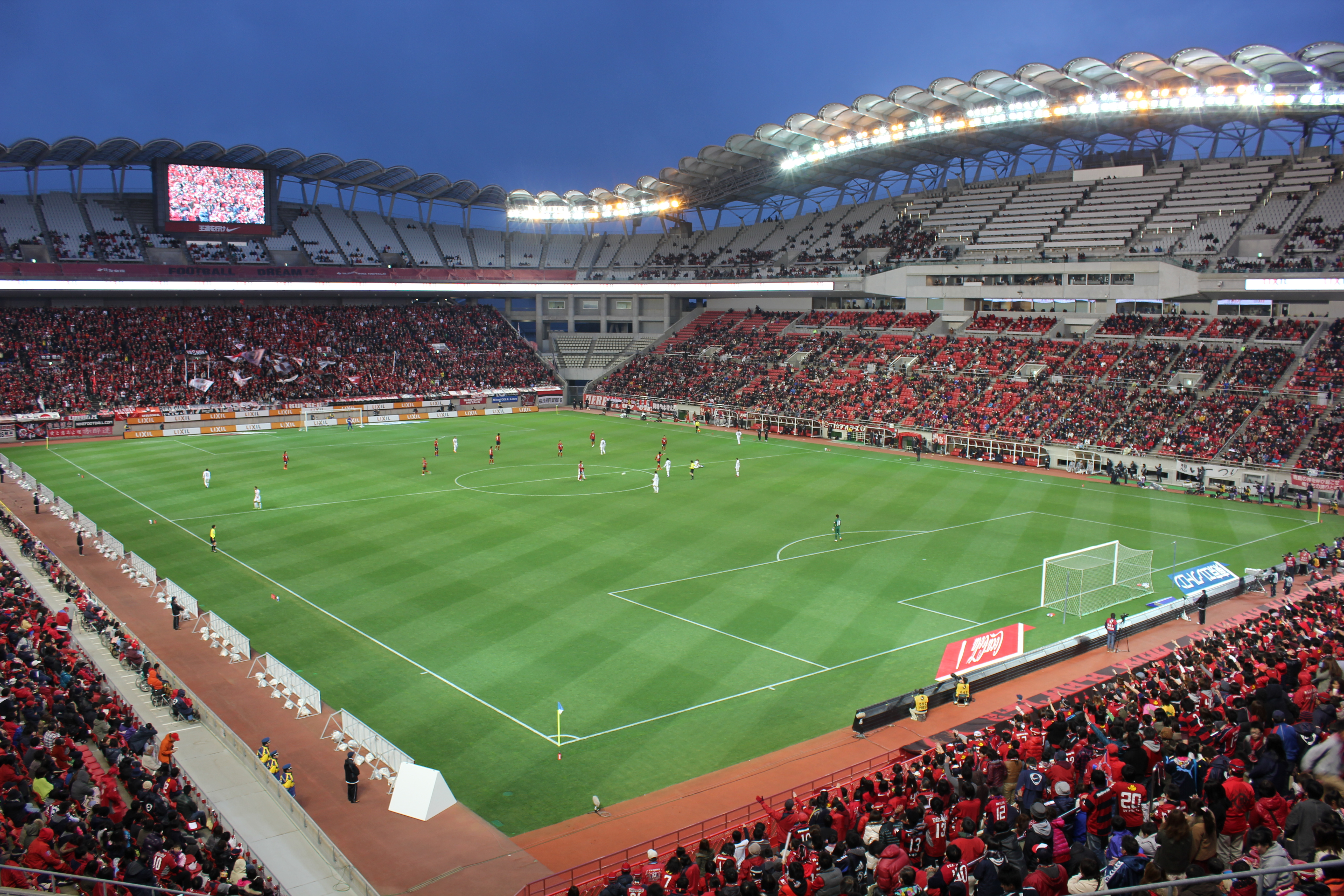
Estadio de Kashima

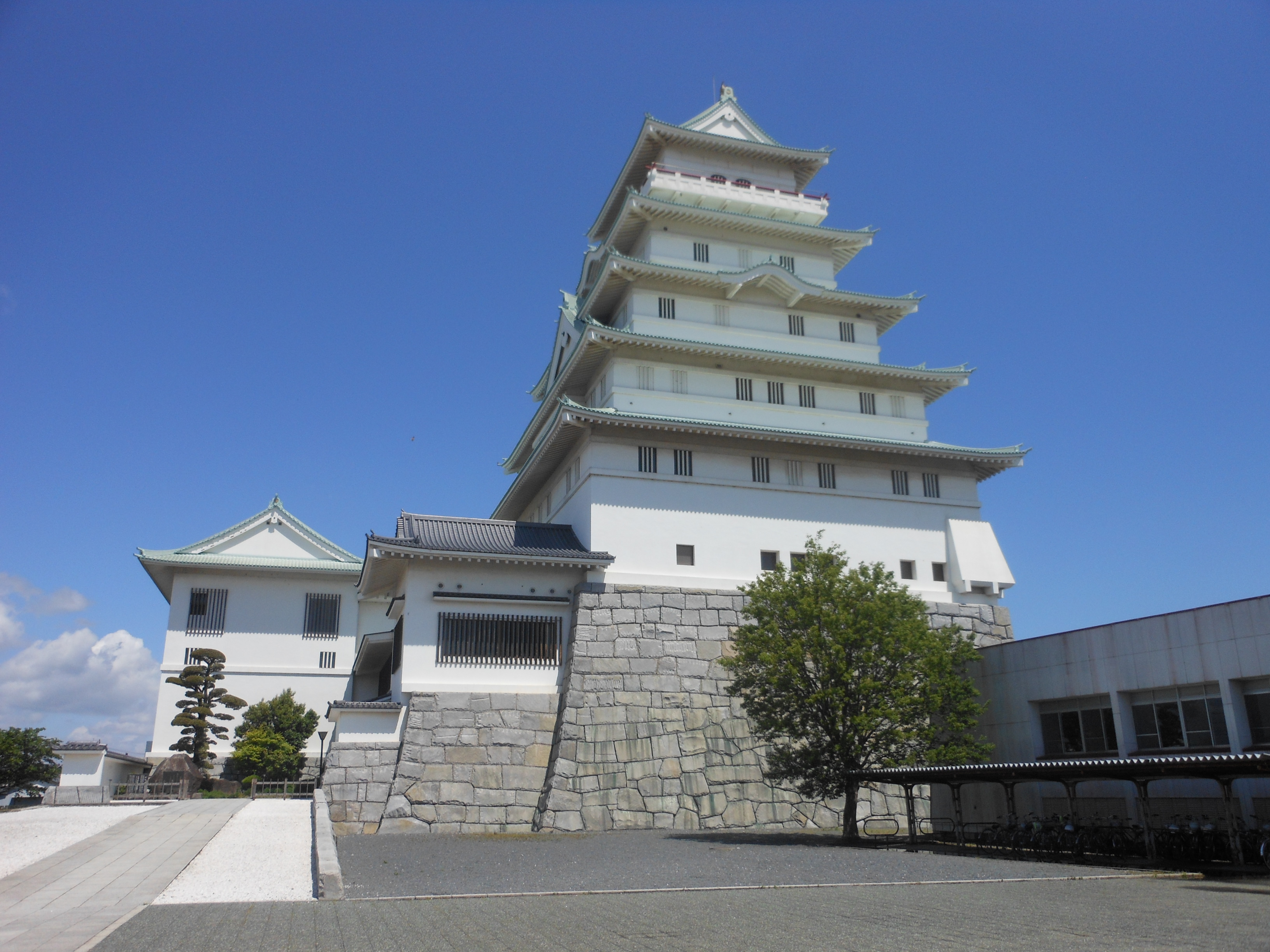
Centro de Intercambio Regional de Jōsō
también conocido como Castillo Toyoda

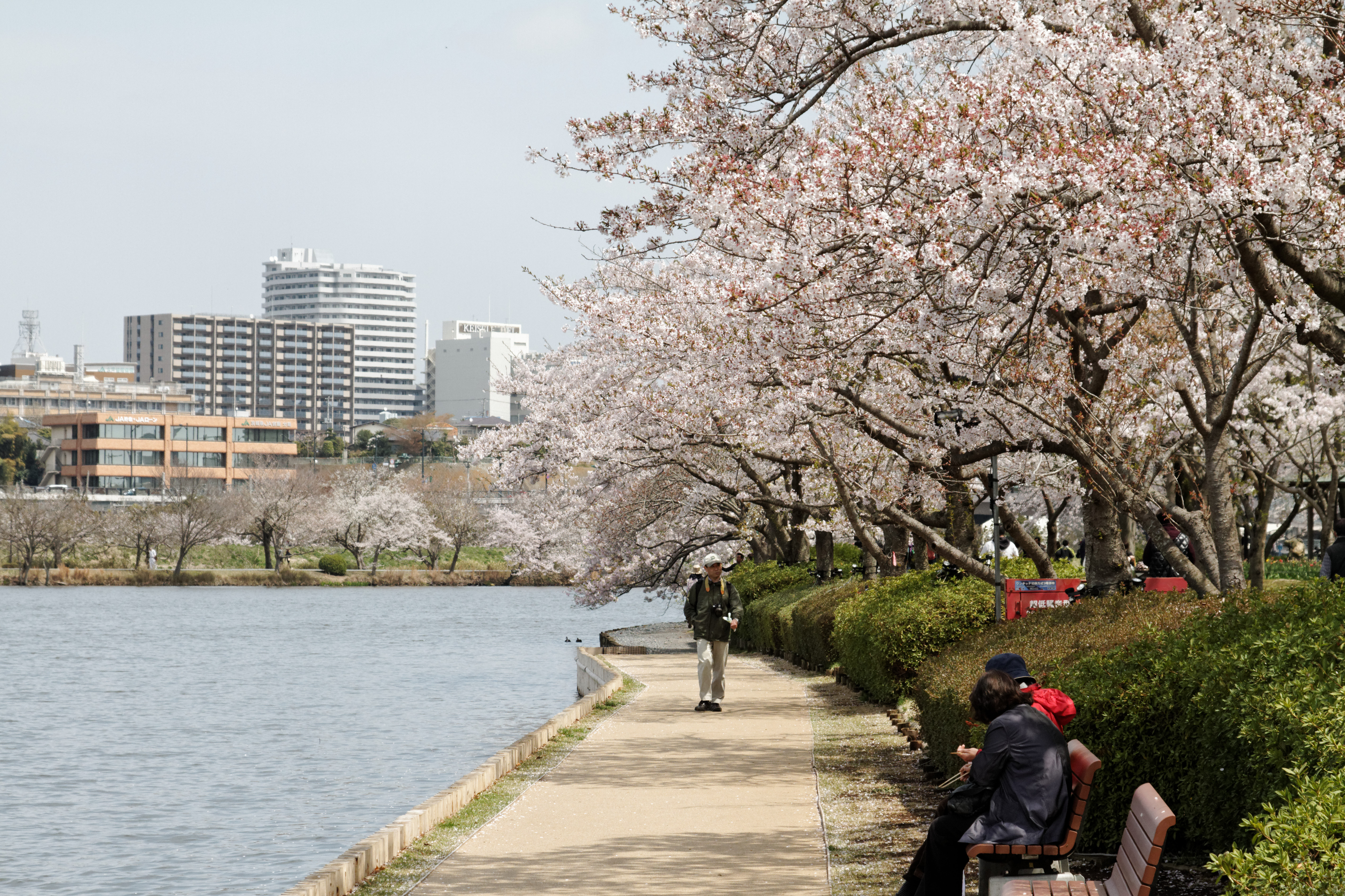
Kairaku-en de Mito

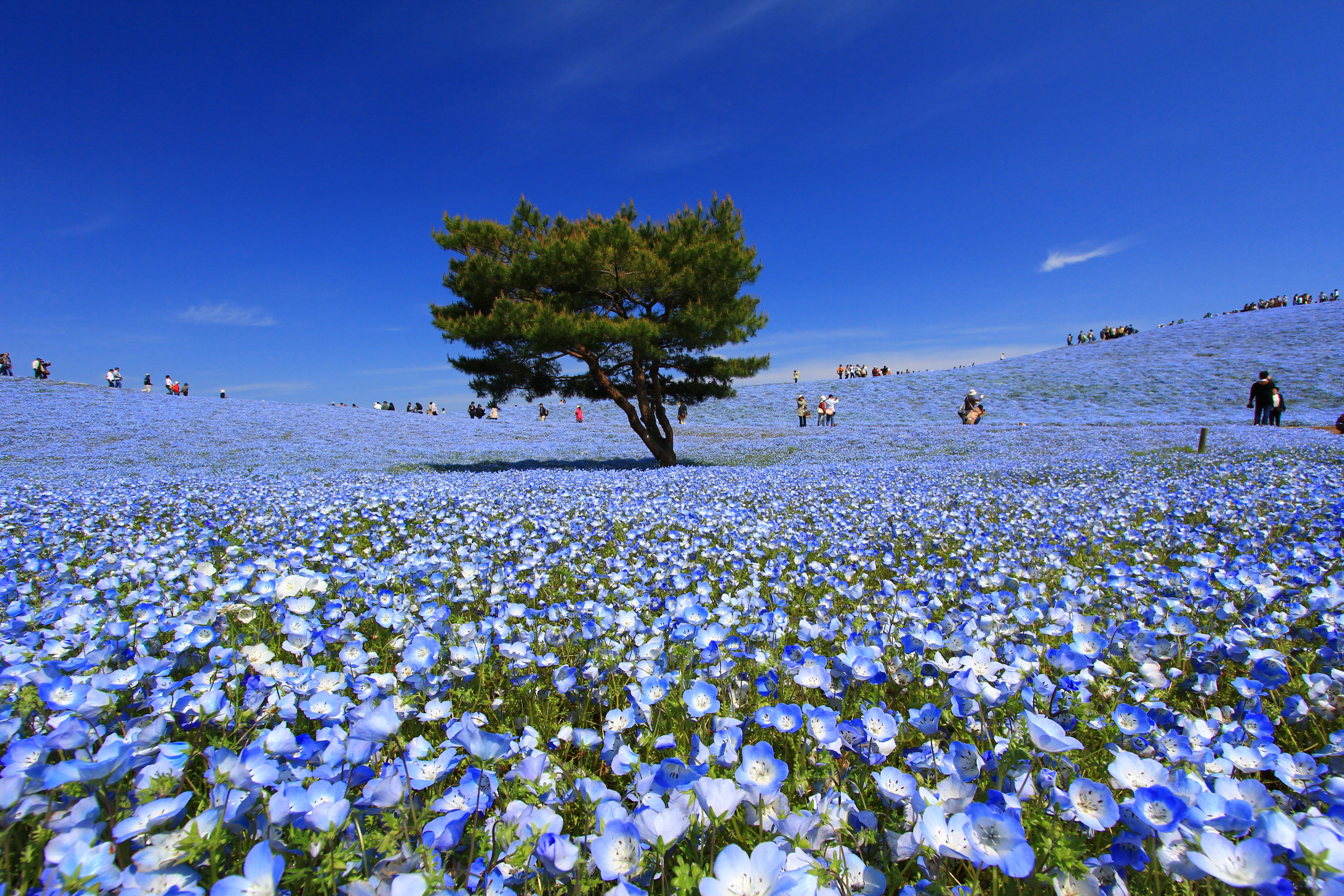
Parque Costero Hitachi

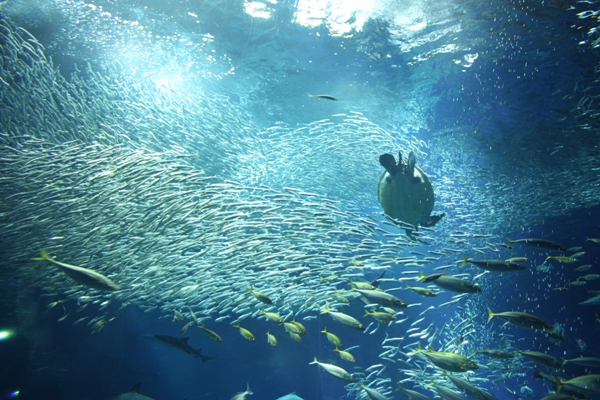
Acuario de Ōarai

La economía de Ibaraki se sustenta en industrias de maquinaria, eléctrica, química, mecanizado de precisión, institutos de investigación y turismo, entre otras. Otro sector importante, son las actividades agrícolas, de pesca y ganadería en la prefectura.

### Agricultura
Es una de las prefecturas con más alta producción agrícola del país; que posee terrenos llanos de gran extensión con abundante agua y clima adecuado; bajo estas condiciones privilegiadas, Ibaraki juega un rol importante en suministrar alimentos a la zona metropolitana de Tokio. Se destaca su producción de melones, peras, pimientos, diversas variedades de arroz y caña de azúcar entre otros; además flores, plantas ornamentales, y forestales.

### Pesca
Es una de las prefecturas con más alta producción pesquera del país; en el Océano Pacífico, lago Kasumigaura, demás lagunas y ríos se obtiene diversas especies de peces. Se destaca en la prefectura, entre otros, la pesca del pez rape.

### Ganado Hitachigyū
Es destacable en ganadería el vacuno Hitachigyū  (常陸牛 - ひたちぎゅう- Hitachi-gyū), que es una raza bovina de la prefectura. El nombre proviene de los kanji 常陸 (Hitachi), nombre de la antigua Provincia de Hitachi y 牛 (ushi o gyū, vacuno/res).
Antecedentes. En los meses de enero febrero de 1833 Tokugawa Nariaki (徳川斉昭) estableció la cría de ganado negro en la actual Migawa-chō (見川町) de la ciudad de Mito. Originalmente se mantuvo principalmente en la zona norte de la prefectura, pero luego se extendió por toda la prefectura.
Características. La carne Hitachi (Hitachi-gyū o Hitachi-ushi) es un ganado negro japonés criado por productores autorizados en la Prefectura de Ibaraki, con un grado de rendimiento A o B en el estándar de comercio de la Asociación japonesa de clasificación de la carne (日本食肉格付協会 Japanese meat rating association), es una marca de carne de vacuno que ha sido clasificado por encima de 4 en el rango de 1 a 5 de la calidad de la carne. Para la alimentación se usa cebada, trigo, maíz, soja, pastos secos, paja de arroz.
Registro de la marca. En la designación del registro de la marca se registran los nombres tanto Hitachi Gyū como Hitachi Ushi, con el número de registro 2055050 de 24 de junio de 1988 y el titular del derecho es la Federación Nacional de Asociaciones de Cooperativas Agrícolas (全国農業協同組合連合会National Federation of Agricultural Cooperative Associations).

### Principales polos industriales
•	Área de Hitachi. Agrupación de industrias tales como industria eléctrica y maquinaria. Hay alrededor de 1300 compañías; la mayoría contratadas por la compañía Hitachi, Ltd., que fue fundada en Sukegawa (ciudad de Hitachi actualmente) en el año de 1910.
•	Área de Tōkai. Agrupación de organizaciones de investigación sobre energía atómica. J-PARC, Complejo de Investigación de Acelerador de Protones.
•	Área de Tsukuba. 32 institutos para educación e investigación. Manipulación de la materia a nivel de átomos (nanotecnología). Centro de seguridad robótica para el apoyo en la vida diaria. Centro espacial.
•	Área de Kashima. Agrupación de industrias de materiales. Unas 160 empresas en industrias tales como la siderúrgica y petroquímica

## Demografía

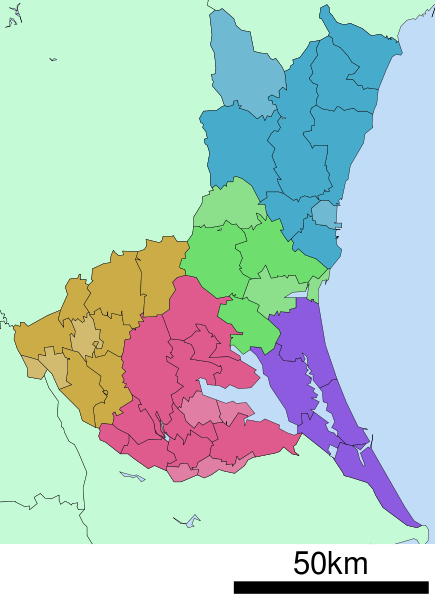
Regiones de Ibaraki: norte, centro,
oeste, sur y este

La población de Ibaraki ha estado aumentando ligeramente a medida que la región metropolitana de Tokio se extiende a la prefectura.
| Clasificación por región y habitantes estimados al 1 de mayo de 2017 |                                 |                               |
| Oeste                                                                | Centro                          | Este                          |
| Prefectura de Tochigi                                                | Norte de la prefectura 611.001  | Océano Pacífico               |
| Prefectura de Tochigi                                                | Centro de la prefectura 464.897 | Océano Pacífico               |
| Oeste de la prefectura 547.854                                       | Sur de la prefectura 1.001.173  | Este de la prefectura 272.719 |
| Total: 2.897.644                                                     |                                 |                               |

## Cultura

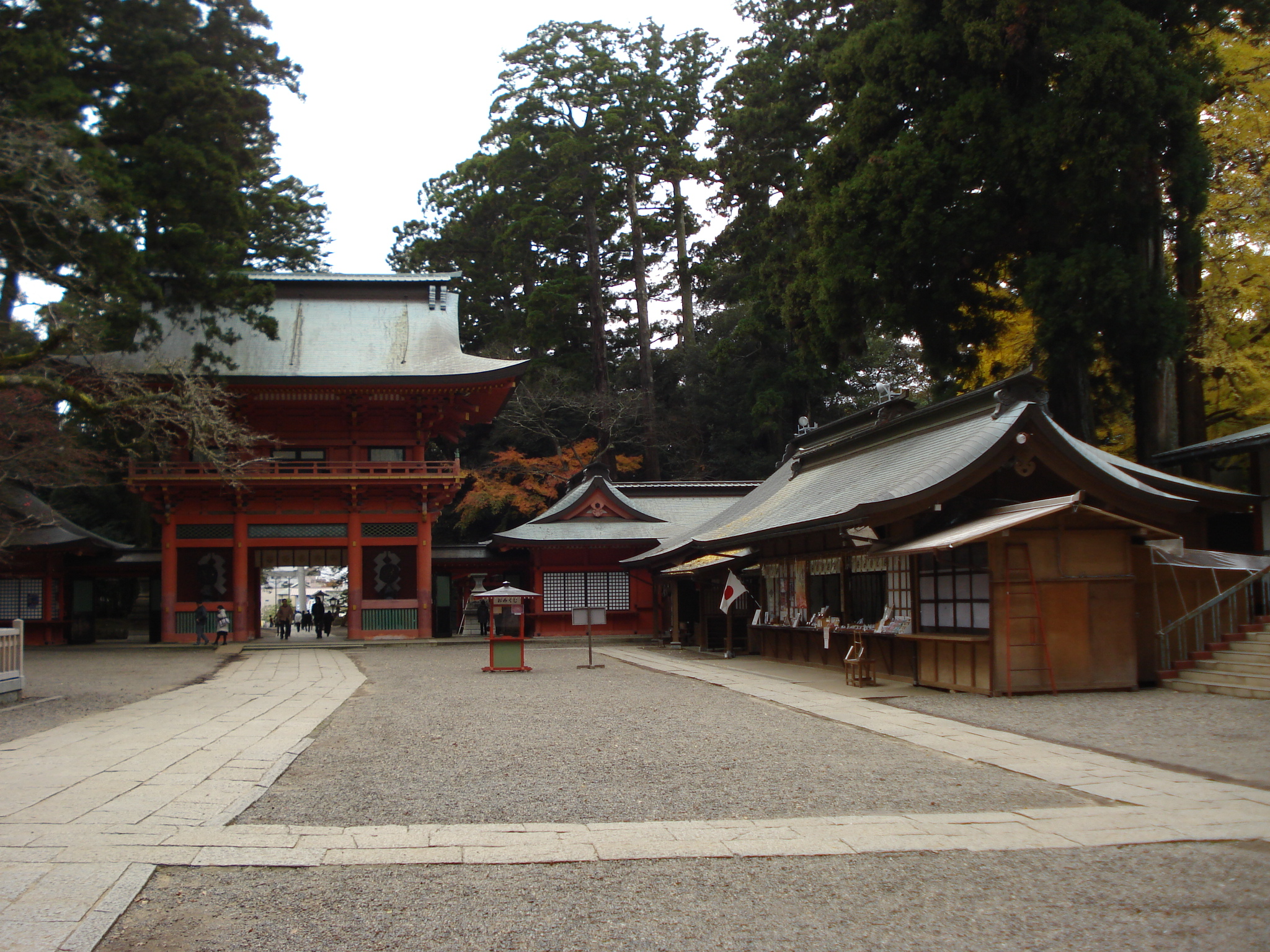
Santuario Kashima

La Prefectura de Ibaraki tiene varios sitios de patrimonio cultural, como el parque Kairakuen y el santuario Kashima (Jingū).
Destacados artistas japoneses nacieron en Ibaraki, incluyendo el pintor Taikan Yokoyama creador de la técnica de pintura japonesa Nihonga, el artista Hazan Itaya pionero de la cerámica moderna japonesa, y el poeta y letrista de canciones para infantiles y tradicionales Ujō Noguchi.
Para mantener un fondo cultural tradicional, la prefectura organiza un programa completo de actividades culturales; estos incluyen el Festival Internacional de Música de Tsukuba, exposiciones famosas en el Museo de Arte Moderno de Ibaraki en Mito, y festivales de arte en los municipios. En los últimos años, una tendencia hacia el enriquecimiento de la mente o la búsqueda de una mejor calidad de vida se ha extendido ampliamente entre el pueblo de Ibaraki, y muchos locales se involucren en las actividades culturales de forma voluntaria. En respuesta a esta tendencia, en 1991 la prefectura establece directrices para la promoción cultural, y al año siguiente se creó la Fundación Cultural de Ibaraki. La prefectura ha estado trabajando en la creación de nuevas atracciones culturales locales.
Otro aspecto es el avance en la ciencia y la tecnología, que se ha desarrollado en la prefectura, teniendo como centro piloto a la ciudad de Tsukuba.

## Turismo y sitios de interés

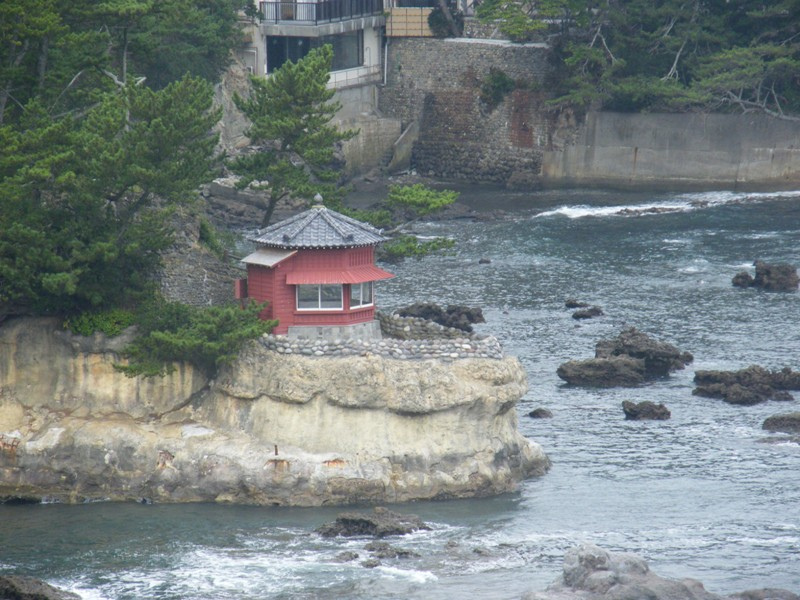
Mirador Rokkaku-dō en Kitaibaraki

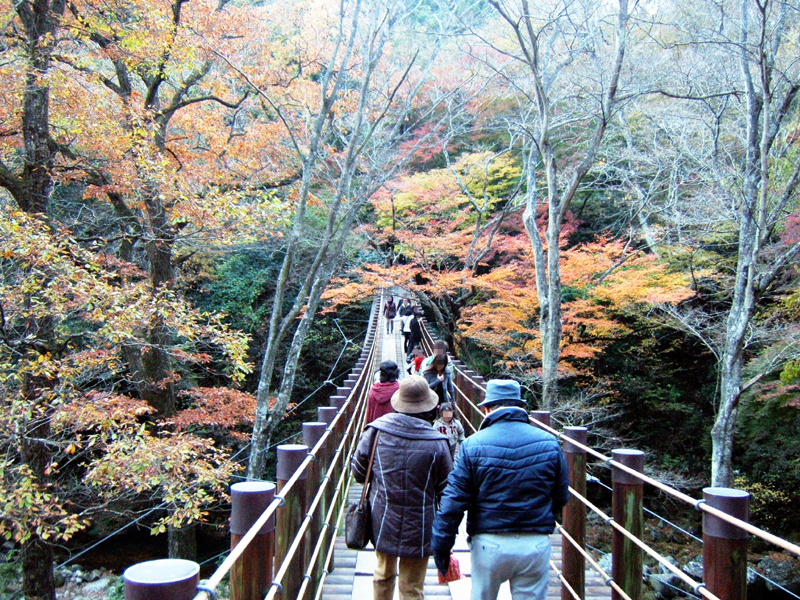
Puente colgante, valle Hananuki en Takahagi

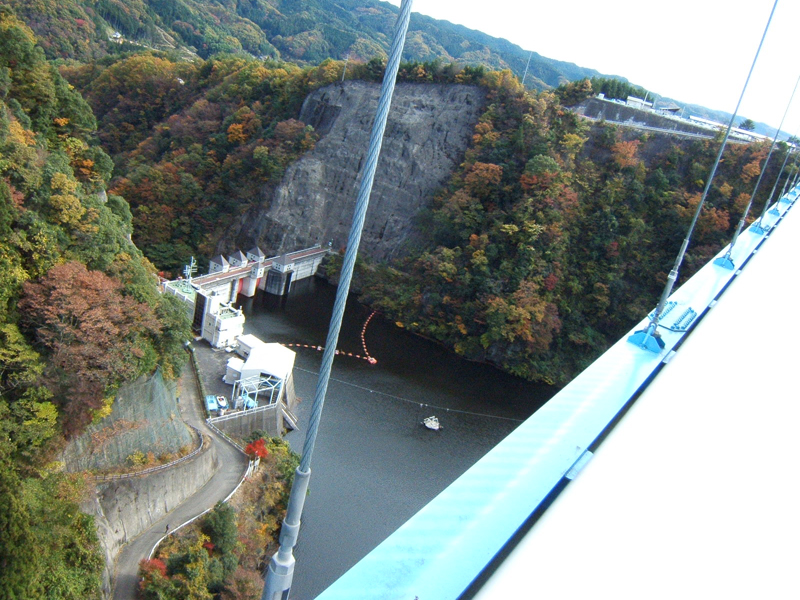
Cañón, represa y puente colgante Ryūjin en Hitachiōta

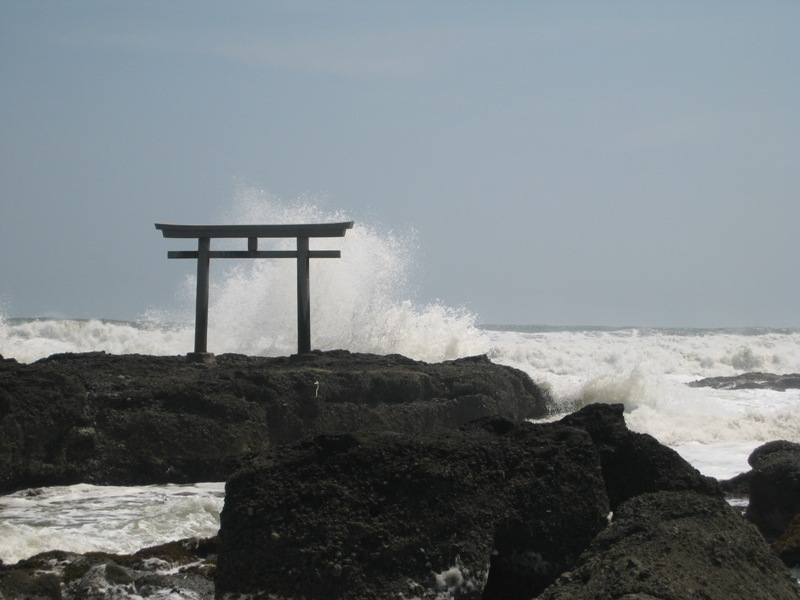
Puerta Torii en la costa de Ōarai

Lago Kasumigaura al sureste y el río Tone al sur, de la prefectura.
Embarcación de vela Hobikibune (Hobikisen) flotando sobre el lago Kasumigaura.
Cataratas Fukuroda en la población de Daigo.
Parque Kairaku-en en la ciudad de Mito.
Jardín Botánico Mito en la ciudad de Mito.
Museo de Historia Prefectural de Ibaraki (Ibaraki Prefectural Museum History) en la ciudad de Mito.
Universidad de Tsukuba, JAXA, NIMS, KEK y demás centros de investigación científica en la ciudad de Tsukuba.
Monte Tsukuba en la ciudad de Tsukuba.
Santuario Tsukuba en la ciudad de Tsukuba.
Circuito de Tsukuba en la ciudad de Shimotsuma.
Buda Amida en la ciudad de Ushiku.
Santuario Kashima en la ciudad de Kashima.
Estadio de Kashima de fútbol en la ciudad de Kashima.
Aeropuerto de Ibaraki en la ciudad de Omitama.
Parque Museo Natural de Ibaraki (Park Ibaraki Nature Museum) en la ciudad de Bandō.
Jardín Suigo Itako Iris (Suigō Itako Ayame-en) en la ciudad de Itako.
Parque de la Flor de la Prefectura de Ibaraki (Ibaraki Prefecture Flower Park) en la ciudad de Ishioka.
Cañón Ryūjin kyō, represa Ryūjin y gran puente colgante Ryūjin en la ciudad de Hitachiōta.
Puerto de Kashima en las ciudades de Kamisu y Kashima.
Aqua World (Ōarai Aquarium), Museo del mar de Ōarai, Torre marina de Ōarai, Santuario Ōarai Isosaki, bahía y puerto en la población de Ōarai.
Parque Shinsui, Museo de Ciencias del Agua y la Torre del Arco Iris en la ciudad de Namegata.
Central nuclear de Tōkai en la población de Tōkai.
Castillo Mito (水戸城) en la ciudad de Mito.
Castillo Sakasai (逆井城) en la ciudad de Bandō.
Castillo Toyoda (豊田城), conocido como Centro de Intercambio Regional de Jōsō.
Castillo Tsuchiura (土浦城) en la ciudad de Tsuchiura.
Casa rural más antigua (国指定重要文化財平井家住宅 Inashiki-shi, Shibasaki (柴崎), 155 ) de la prefectura en la ciudad de Inashiki.
Centro de entrenamiento de caballos de JRA (Japan Racing Association) en la localidad de Miho.
Yūki-tsumugi, técnica de fabricación de tejido de seda, Patrimonio Cultural Inmaterial de la Humanidad, UNESCO; en la ciudad de Yūki.
Fūryūmono de Hitachi, festival de teatro de carrozas con marionetas, Patrimonio Cultural Inmaterial de la Humanidad, UNESCO; en la ciudad de Hitachi.
Cristal Kagami (Kagami Crystal Glass Factory), fábrica antigua de cristal en la ciudad de Ryūgasaki.
Cerámica Kasama en la ciudad de Kasama.
Parque costero Hitachi ubicado cerca a la costa del litoral del Océano Pacífico.

## Símbolos de la prefectura

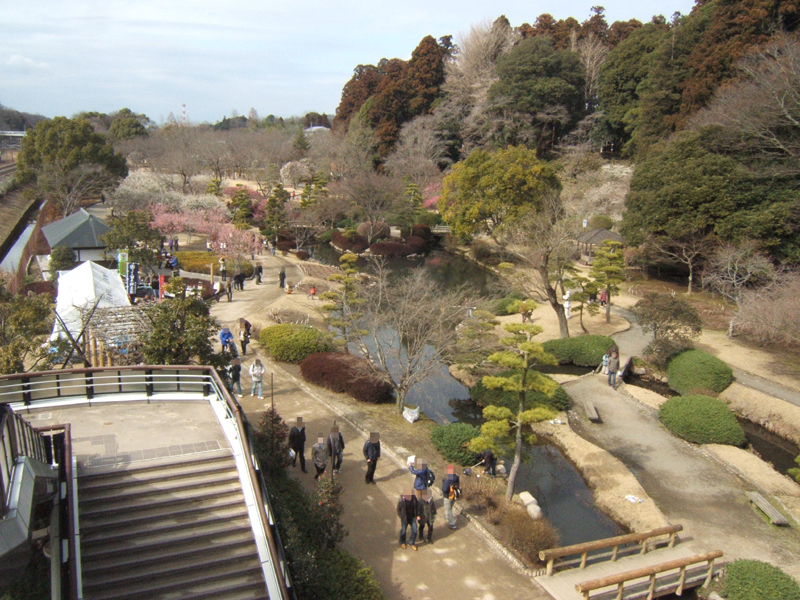
Parque Kairaku-en en Mito

Los símbolos de Ibaraki. El día del ciudadano de Ibaraki es el 13 de noviembre, es el día en que se debe pensar en la historia, los ciudadanos aumentan su espíritu de autonomía y desean desarrollar su patria.
La bandera y el escudo de Ibaraki, se inspiran en la rosa que simboliza de forma dinámica la apertura del botón a causa de la profunda relación entre la naturaleza y la historia. El himno de Ibaraki, evoca que en este lugar reinará por siempre el amor a la ley, la libertad, la paz. La flor de Ibaraki, va de acuerdo con el nombre de Ibaraki (bara = rosa), simboliza el corazón de la población. El árbol de Ibaraki, es el ciruelo (ume), en el jardín Kairaku-en hay alrededor de 100 especies y 3000 pies de ciruelos. El pájaro de Ibaraki, es la alondra (hibari), proclamado como el ángel de la primavera que vuela alto en el cielo, armonizando con esta prefectura.

## Personas relevantes de la prefectura
•	Tokugawa Mitsukuni también conocido como Mito Kōmon, fue un prominente daimyō nacido en Mito que gobernó el Dominio Mito.
•	Tokugawa Yoshinobu también conocido como Keiki, fue un militar japonés, hijo de Tokugawa Nariaki, daimyō de Mito. Fue el decimoquinto y último shōgun Tokugawa, y además el último shōgun de Japón.

## Transporte

### Ferrocarriles
- East Japan Railway Company
  - Línea Jōban

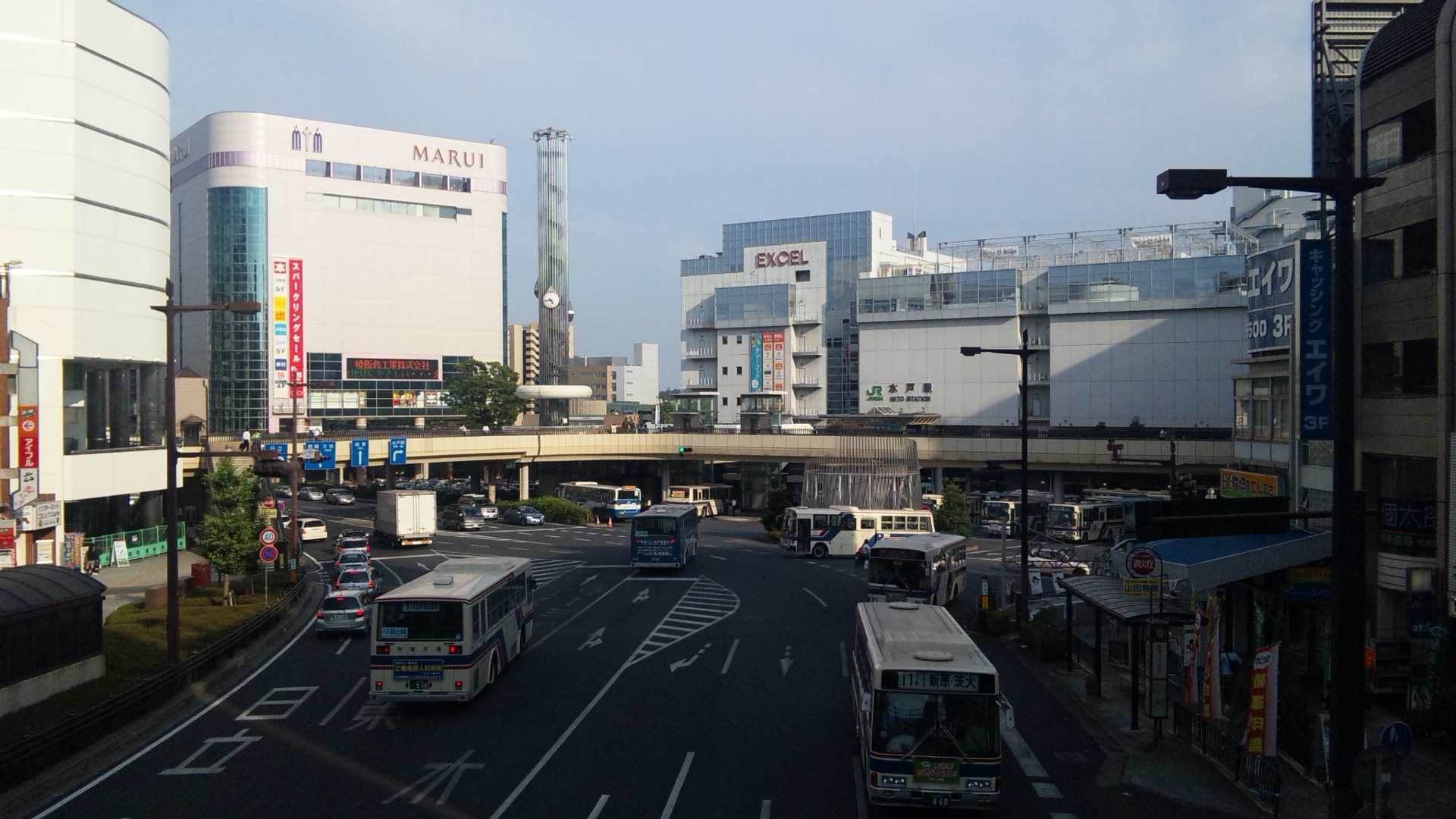
Acceso a la Estación Mito

  - Línea Utsunomiya (Línea principal Tōhoku)
  - Línea Mito
  - Línea Suigun
  - Línea Kashima
- Metropolitan Intercity Railway
  - Tsukuba Express

- Kantō Railway
  - Línea Jōsō
  - Línea Ryūgasaki
- Kashima Rinkai Railway
  - Línea Ōarai Kashima

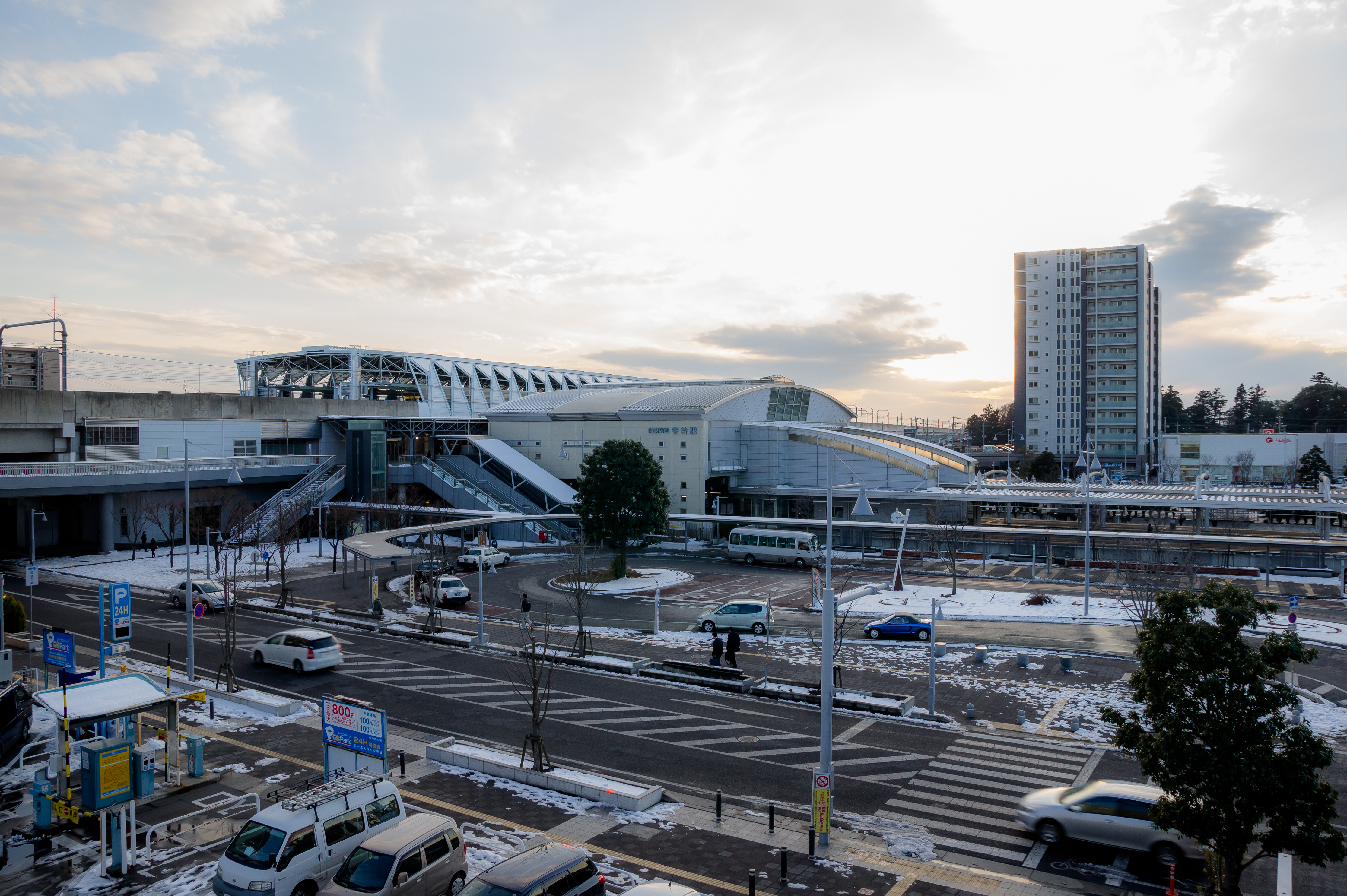
Estación Moriya

  - Línea Kashima Rinkō (Línea de carga)

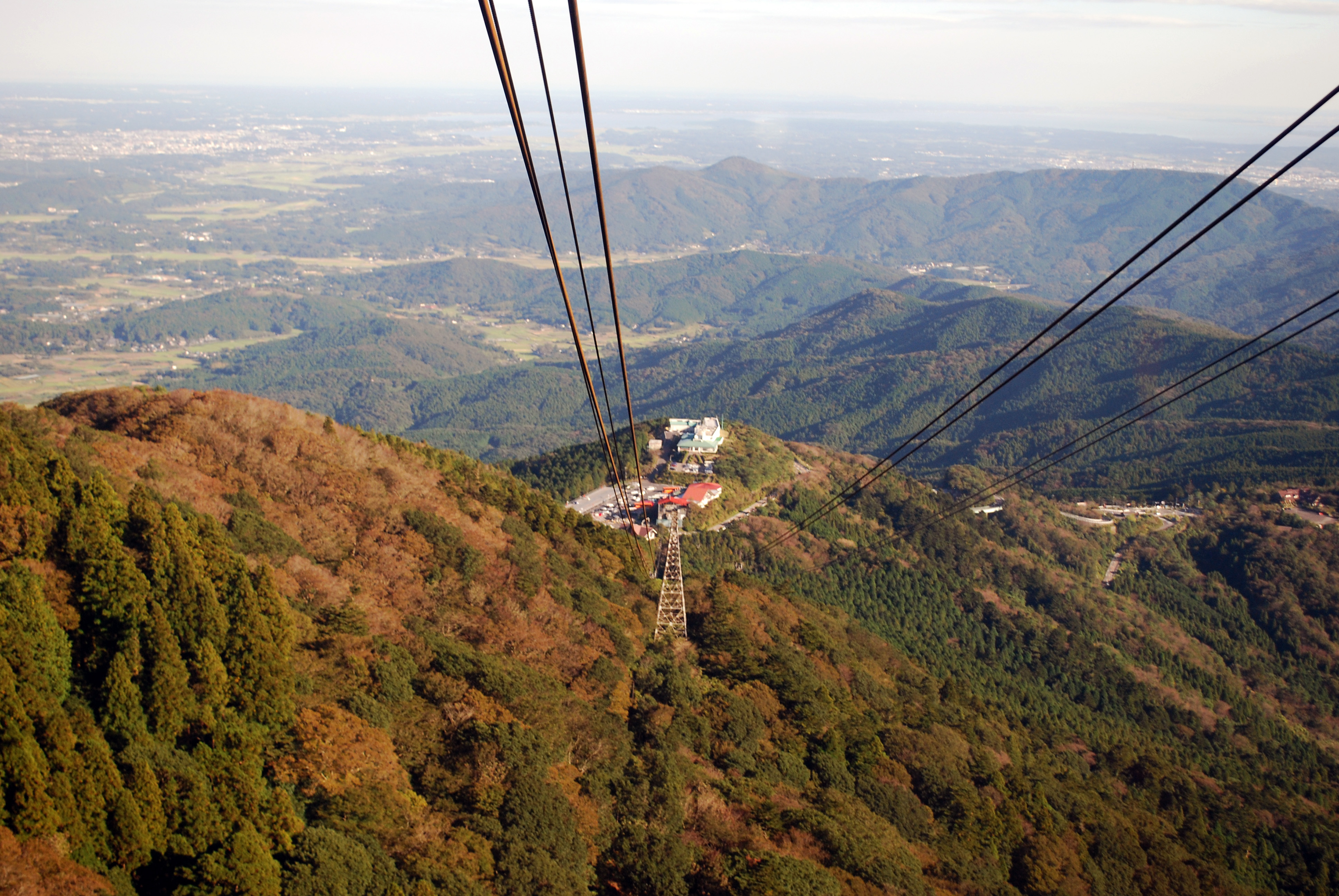
Teleférico Monte Tsukuba

- Hitachinaka Kaihin Railway
  - Línea Minato
- Mooka Railway
  - Línea Mooka

### Funicular y teleférico
- Tsukuba Kankō Railway
  - Funicular Monte Tsukuba
  - Teleférico Monte Tsukuba

### Carreteras

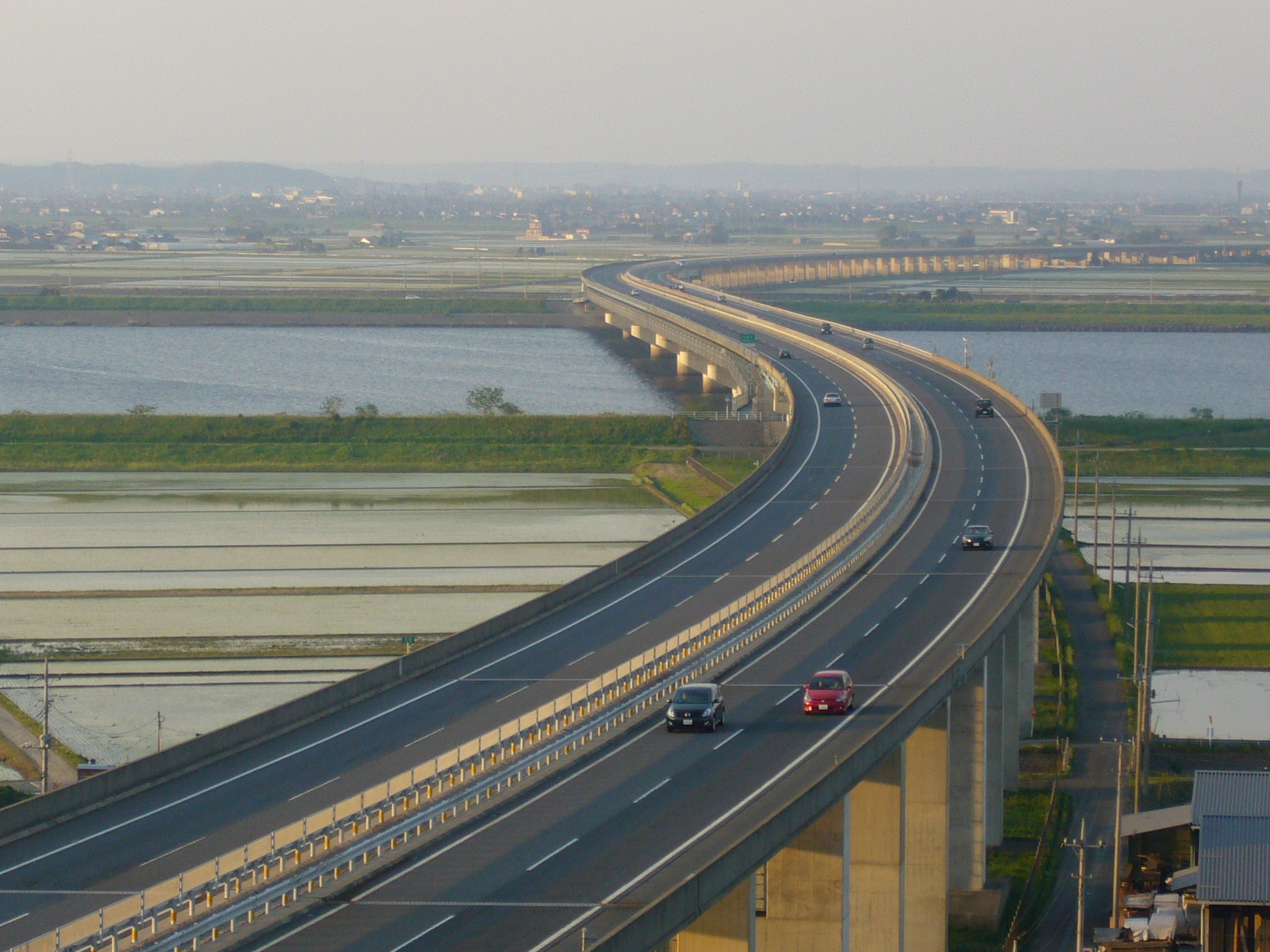
Puente Tonegawa sobre el río Tone de la autopista Higashi-Kantō Expressway

#### Autopistas
- Jōban Expressway
- Kita-Kantō Expressway
- Higashi-Kantō Expressway
- Ken-Ō Expressway o Metropolitan Inter-City Expressway, es una autopista unida con la vía Aqualine Bahía de Tokio y la Ruta Bayshore, para formar un anillo vial, la mayor parte completado, para circunvalar externamente la metrópoli de Tokio, en un radio de 40 a 60 kilómetros, y su longitud es de aproximadamente 300 kilómetros.

#### Rutas Nacionales

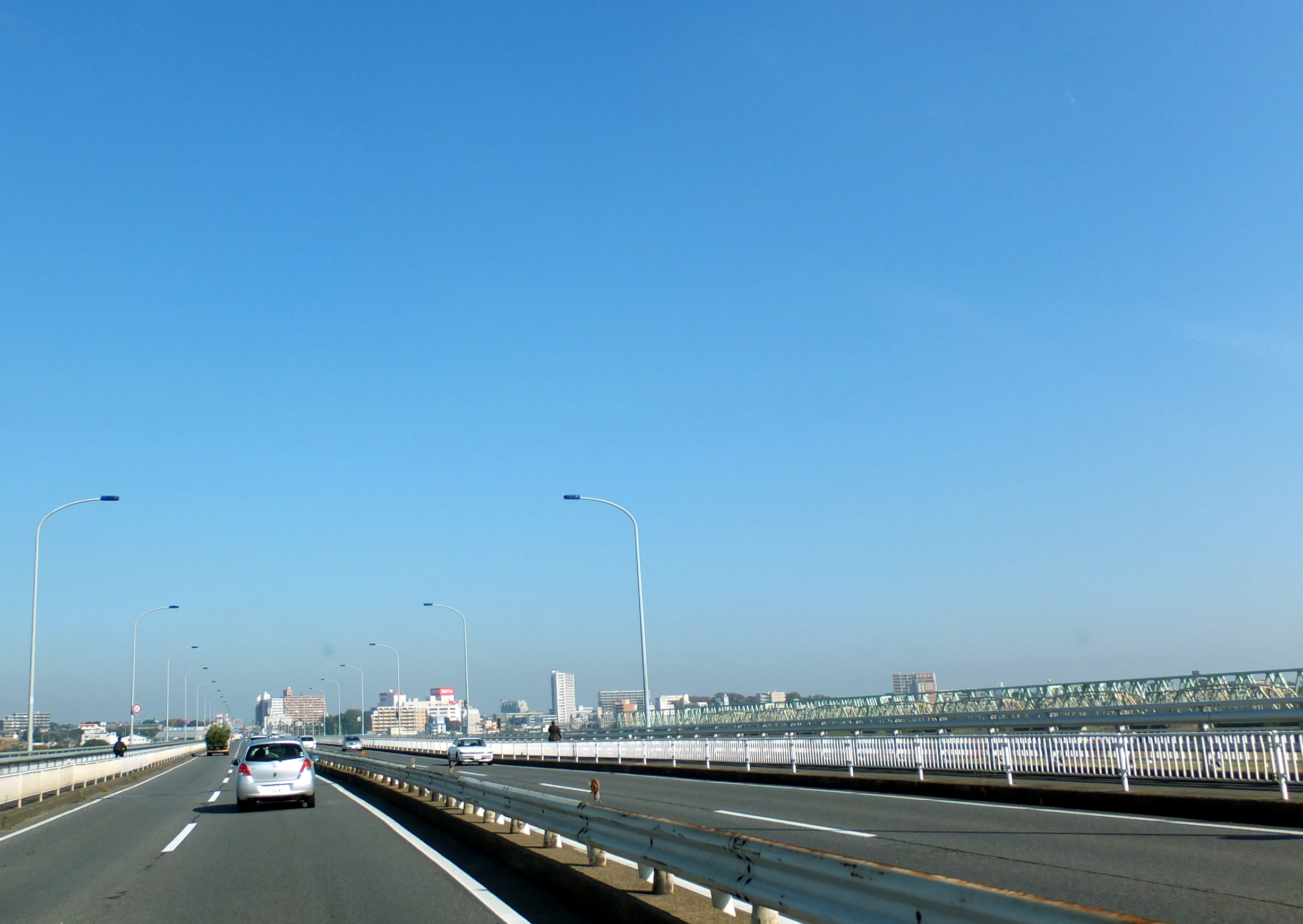
Puente Ootone sobre el río Tone, Ruta Nacional 6 y la ciudad de Toride

- Circulan por Ibaraki las siguientes rutas nacionales:

| - Ruta Nacional 4 - Ruta Nacional 6 - Ruta Nacional 50 - Ruta Nacional 51 - Ruta Nacional 118 - Ruta Nacional 123 | - Ruta Nacional 124 - Ruta Nacional 125 - Ruta Nacional 245 - Ruta Nacional 293 - Ruta Nacional 294 | - Ruta Nacional 349 - Ruta Nacional 354 - Ruta Nacional 355 - Ruta Nacional 400 - Ruta Nacional 408 - Ruta Nacional 461 |

#### Rutas Prefecturales

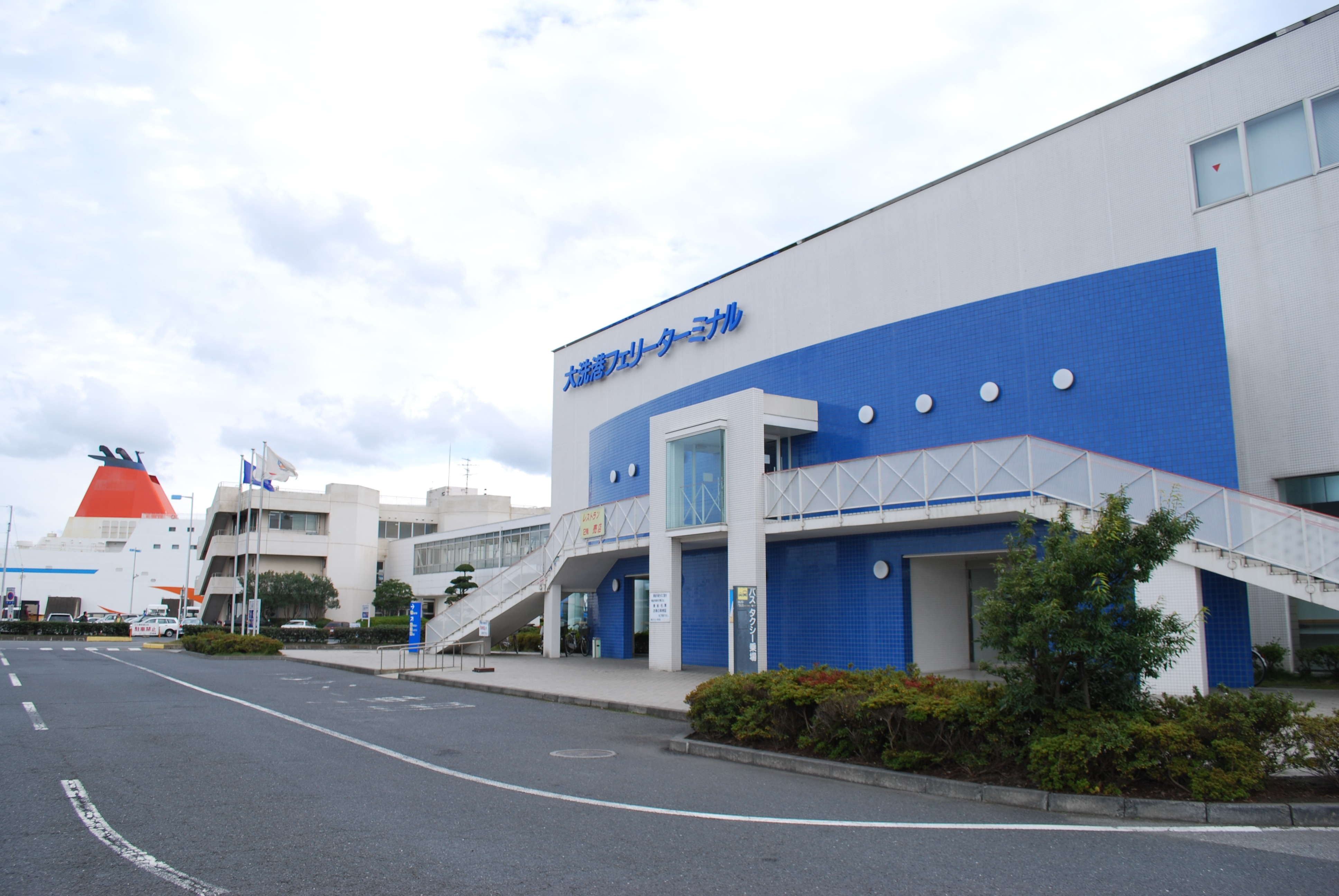
Terminal portuario en Ōarai

- Posee la prefectura más de 300 rutas prefecturales.

### Puertos

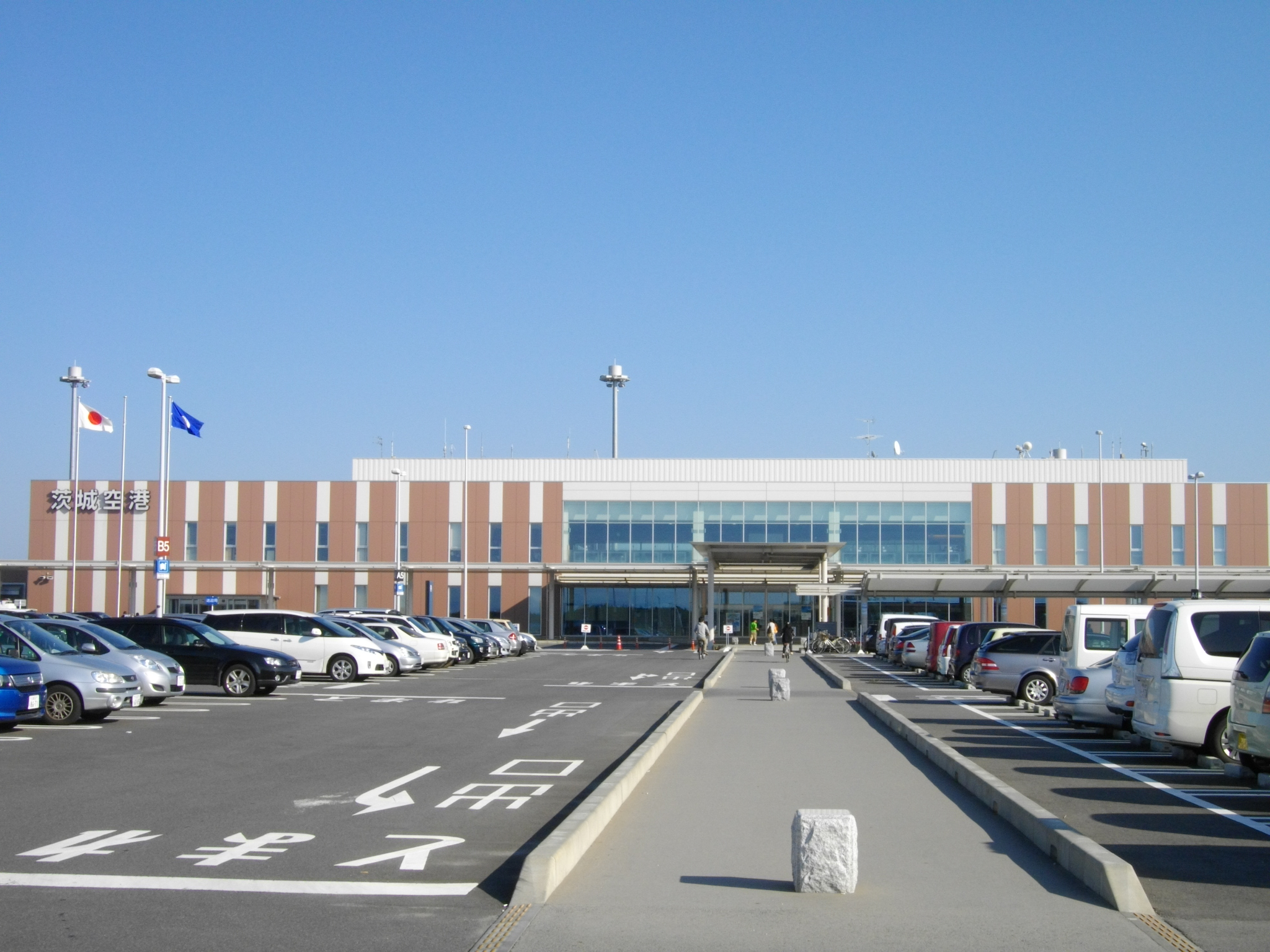
Aeropuerto de Ibaraki

- Puerto de Ibaraki
  - Puerto de Hitachi
  - Puerto de Hitachinaka
  - Puerto de Ōarai
- Puerto de Kashima

### Aeropuertos
- Aeropuerto de Ibaraki -Aeródromo de Hyakuri-
- Aeródromo de Ryūgasaki

## Miscelánea

Flag map

El nombre correcto de la prefectura es Ibaraki, escrito en caracteres romanos con la letra K. Algunas personas y fuentes escriben el nombre como Ibaragi (pronunciado ibaragui) debido a la pronunciación suave de la letra K en el dialecto local.
- Murdoch's map of provinces 1903, Old Provinces of Japan
- Antique Map of the province of Hitachi in Japan
- List of historic sites of Ibaraki